# شور سفلي
شور سفلي (بالفارسية: شور سفلی) هي قرية تقع في قسم ميلانلو الريفي (مقاطعة إسفراين) في إيران. يقدر عدد سكانها بـ 20 نسمة .